# Dolichoderus gibbifer
Dolichoderus gibbifer är en myrart som beskrevs av Carlo Emery 1887. Dolichoderus gibbifer ingår i släktet Dolichoderus och familjen myror.

## Underarter
Arten delas in i följande underarter:
- D. g. gibbifer
- D. g. gibbosior